# Yosef Hayim Yerushalmi
Yosef Hayim Yerushalmi (20. května 1932, Bronx, New York – 8. prosince 2009, Manhattan, New York) byl americký historik a vysokoškolský pedagog, byl profesorem na Harvardově a Columbijské univerzitě.

## Biografie
Narodil se roku 1932 v Bronxu jako syn učitele hebrejštiny. Rodiče byli imigranti z Ruska, hovořící jazykem jidiš, kteří se přistěhovali do USA. Byl v mládí studentem ješivy a v roce 1956 získal bakalářský titul na Yeshiva University v New Yorku. V roce 1957 byl ustanoven rabínem synagogy Beth Emeth v Larchmontu, kde pracoval rok. V roce 1966 získal doktorát na Columbijské univerzitě. V letech 1966–1980 byl řádným profesorem hebrejštiny a židovské historie na Harvardově univerzitě. V roce 1980 byl jmenován profesorem židovské historie, kultury a společnosti na Columbijské univerzitě, kde působil do roku 2008. Zemřel na rozedmu plic roku 2009 na Manhattanu v New Yorku.
Kromě jiných ocenění získal roku 1989 grant „Guggenheimovo stipendium“.

## Dílo
V roce 1982 publikoval asi svou nejvlivnější práci s názvem Zakhor: Jewish History and Jewish Memory (Zachor: Nezapomeňte! Židovská historie a židovská paměť), která vyšla roku 1988 i v němčině. Z jeho knih česky vyšla roku 2015 studie Freudovy knihy Muž Mojžíš a monoteistické náboženství pod názvem Freudův Mojžíš : Judaismus konečný a nekonečný, která v roce 1992 získala National Yewish Book Award v kategorii židovské myšlení (toto ocenění uděluje od roku 1949 Yewish Book Council).